# سبيرو سباتس
سبيرو سباتس (بالإنجليزية: Spiro Spathis) هو مشروب غازي مكربن تصنعه شركة سبيرو سباتس. والتي أقامها رجل الأعمال اليوناني الأصل سبيرو سباتس عام 1920، المولود في عام 1882 م ثم قدم إلى مصر بعمر 15 عام في فترة الملكية. قدَّم مشروبه باسمه، والذي عاد للانتشار مجدداً بعد حملات المقاطعة للمنتجات الأجنبية وتشجيع المنتجات المصرية على مواقع التواصل الاجتماعي في أعقاب طوفان الأقصى.

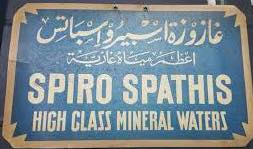
لوحة قديمة لسبيرو سباتس

## تاريخ
اليوناني سبيرو سبات، هو مؤسس وصاحب شركة ومصنع "سبيرو سباتس" للمياه الغازية في مصر، ولد في اليونان عام 1885 وجاء إلى مصر في سن الخامسة عشرة وتعلم في المدارس المصرية وتزوج وأنجب 4 أطفال منهم من عاد إلى اليونان ومنهم من بقي معه في مصر (توفي عام 1950).
اختار سبيرو سباتس النحلة علامة تجارية للمصنع الجديد، لأنه كان يعمل بالزراعة ومناحل العسل في جزيرة سيفالونيا اليونانية، التي اكتسبت شهرة عالمية بأنها تنتج أجود أنواع عسل النحل في العالم، فكان الشعار صورة لنحلة مع حرف س على كل جناح.
استمر العمل بالمصنع حتي عام 1915 وحصل على العديد من الجوائز، كان أهمها عام 1941 حينما حصل على ميدالية ملك مصر "فاروق الأول" في المعرض النوعي الثاني للصناعات، متفوقا في ذلك الوقت على أكثر من 56 مصنع صغير لصناعة “الكازوزة” والصودا والشربات.
وفي ذلك الوقت كان يعمل بالمصنع أكثر من 150 عامل، ويملك 20 سيارة لتوزيع منتجاتهم في كافة أنحاء مصر من الإسكندرية إلى أسوان، مستخدمين في ذلك أيضا السكك الحديدية لتوصيل منتجاتهم للمناطق البعيدة مثل كوم أمبو في جنوب مصر و غيرها. وفي هذه الفترة من تاريخ مصر كانت السمة الغالبة في الصناعات المصرية هي المتوسطة والصغيرة، ولم يكن الاقتصاد المصري يعرف الصناعات الخاصة العملاقة كثيرًا.
وكانت الصناعات الوطنية تقابل بتشجيع حكومي متواصل حتى إن ديوان الملك فاروق كان يستخدم منتجات مصنع سبيرو سباتس داخل أروقته من الصودا والليمون و السيدر وغيرها بموجب تعاقد توريد احتياجاته. وحتى بعد ثورة 1952، كان جمال عبد الناصر ورئاسة الجمهورية يستخدمان منتجات مصنع سبيروسباتس تشجيعا للصناعات الوطنية. إلا أن هذا الوضع لم يستمر بعد موت عبد الناصر وتولي الرئيس أنور السادات رئاسة الجمهورية وتبنيه سياسة الانفتاح.
بعد وفاة سباتس عام 1950 أكمل ابنائه ادار العمل، حتى عام 1998 عندما تم التنازل عن العلامة التجارية لرجل الاعمال طلعت علوان. مؤسس شركه سابسا للمياه الغازيه عام 1970 (شركة ميمكو للمشروبات و الاغذيه حاليا)[بحاجة لمصدر]

## الرمزية
تعد الشركة أقدم شركة للمشروبات الغازية في مصر، حيث يمتد تراثها لأكثر من قرن من الزمان. تأسست الشركة عام 1920، وأصبحت أكثر من مجرد شركة منتجة للمشروبات؛ فهو حارس للتقاليد، ورمز دائم للحياة المصرية، وشاهد على النسيج التاريخي للأمة. وتمكنت شركة سبيرو سباتيس من التغلب على مد وجزر الزمن، وتطورت جنبًا إلى جنب مع المشهد الديناميكي لصناعة المشروبات. وعلى مدى عقود من الزمن، لم يقتصر الأمر على إرواء العطش فحسب، بل ترسخ في الوعي الجماعي للأجيال. ويعكس الفوران الموجود في زجاجاتها فوران شركة منسوجة بعمق في نسيج الهوية الاجتماعية والثقافية لمصر.
سبيرو سباتيس وجدت نفسها بشكل غير متوقع مرتفعة إلى رمز للتضامن المصري مع الفلسطينيين. في الوقت الذي تحث فيه حملة وطنية على مقاطعة المنتجين الغربيين الذين يُنظر إليهم على أنهم داعمون لإسرائيل، أصبحت شركة سبيرو سباثيس أكثر من مجرد شركة مشروبات غازية؛ لقد تحولت إلى نقطة تجمع للتعبير عن التعاطف والوحدة.

## التسويق والشهرة في الإعلام
كان المنتج معروفًا إلى درجة ذكره في عدد من المسلسلات المصرية في بعض المشاهد وذكر اسمه كضيافة مميزة مثل الفنان يحيى الفخراني في مسلسل زيزينيا، وايضا ظهر في فيلم باب الحديد الذي كانت بطلته هند رستم تبيعه خلال الفيلم بشكل مستمر، وحديثا فيلم سمير وشهير وبهير الصادر عام 2010
عاد المنتج للانتشار مرة ثانية بعد حملات المقاطعة للمنتجات الأجنبية وتشجيع المنتجات المصرية على مواقع التواصل الاجتماعي في أعقاب طوفان الأقصى في أكتوبر 2023. حيث تضاعفت مبيعات الشركة 300% عن السابق. و يعد استخدام سبيرو سباتيس لشعارات مثل "100% صنع في مصر" و"الجازوزة المصرية الأصلية" بمثابة محور أساسي في عودة ظهورها وسط الحملة الوطنية لمقاطعة المنتجين الغربيين الذين لهم علاقات مع إسرائيل.

## وصلات خارجية
- الموقع الرسمي
- "سبيروسباتس".. قصة المشروب الغازي